# Dębowe Tarasy
Dębowe Tarasy – osiedle mieszkaniowe w Katowicach, znajdujące się w rejonie ulic: J. Baildona, Bożogrobców i ks. P. Ściegiennego, na obszarze dzielnicy Dąb. Jest ono położone w pobliżu Parku Śląskiego oraz Drogowej Trasy Średnicowej, obok centrum handlowego Silesia City Center, na terenach dawnej Kopalni Węgla Kamiennego „Gottwald”.
Jest to osiedle typu zamkniętego, z kaskadowa architekturą północnych budynków schodząca w kierunku południowym. Część mieszkań posiada ogródki lub tarasy, a także balkony. Pod budynkami znajdują się podziemne parkingi, skomunikowane bezpośrednio z klatkami schodowymi poszczególnych bloków za pomocą wind.

## Historia
Osiedle Dębowe Tarasy to inwestycja rozpoczęta przez węgierską firmę TriGranit jako część wielofunkcyjnej przestrzeni mieszkaniowo-komercyjnej na terenach po dawnej kopalni „Gottwald”. Budowa osiedla podzielona została na cztery etapy, a każdy z nich zakładał pierwotnie budowę jednego 11-piętrowego oraz dwóch 4-piętrowych budynków. Uroczystość wbudowania kamienia węgielnego pod I i II etap miała miejsce 22 lutego 2007 roku. W 2008 roku twarzą kampanii reklamowej osiedla został Piotr Kupicha – lider zespołu Feel, który mieszkał na tym osiedlu do 2013 roku. W dniu 27 września 2008 roku w Londynie firma TriGranit otrzymała maksymalną notę w konkursie CNBC Europe Property Awards 2008 za katowickie osiedle Dębowe Tarasy, zwyciężając w kategorii Best Development in Hungary and Poland.

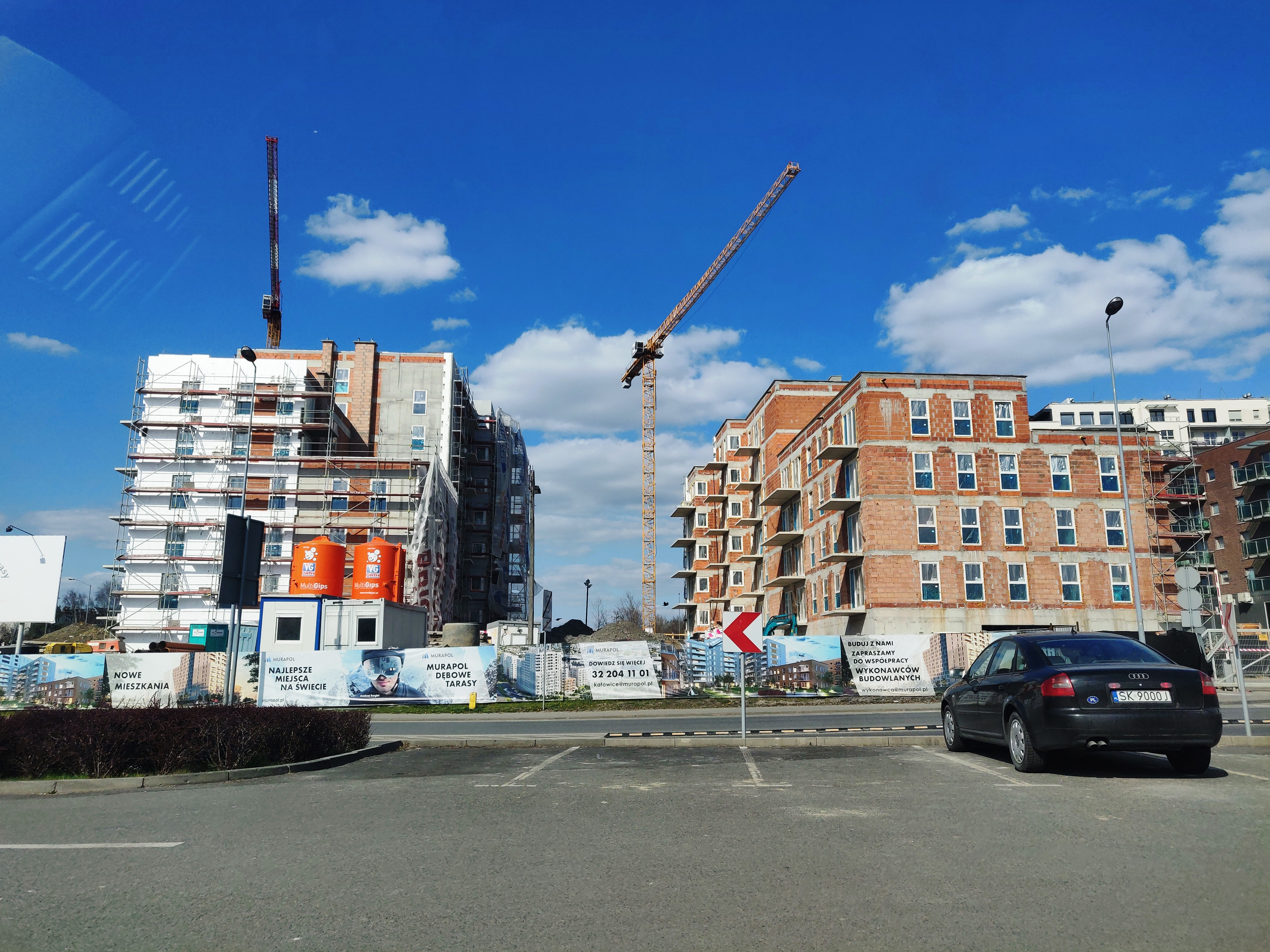
Realizacja osiedla Murapol Dębowe Tarasy na początku kwietnia 2020 roku

W 2010 roku rozpoczęła się rozbudowa Silesia City Center. Mieszkańcy osiedla, skarżący się na hałas dochodzący z budowy, w dniu 12 marca 2011 roku zorganizowali protest blokując ulicę Johna Baildona w rejonie ronda ks. Józefa Kani, stanowiącą główną drogę dojazdową do centrum handlowego. Domagali się usytuowania przy osiedlu ekranów akustycznych, których umieszczenie obiecał jeszcze we wrześniu 2010 roku inwestor budowy nowej części Silesii City Center.
Prace nad III etapem osiedla rozpoczęto 6 czerwca 2012 roku. Rozpoczęła je ceremonia wmurowania kamienia węgielnego z udziałem ówczesnego prezydenta Katowic – Piotra Uszoka. Trzy pierwsze etapy obejmują łącznie 509 mieszkań w I i II etapie oraz 317 w III etapie. Trzeci etap ukończono w czerwcu 2014 roku. W styczniu 2019 roku firma Murapol rozpoczęła prace nad realizacją ostatniego etapu osiedla pod nazwą Murapol Dębowe Tarasy. W ramach tego etapu zaplanowano wybudowanie trzech budynków posiadających łącznie 406 mieszkań. Prace te zrealizowano do marca 2022 roku.

## Charakterystyka
Osiedle Dębowe Tarasy składa się z czterech wysokich budynków o wysokości od 5 do 11 pięter, a także ośmiu niższych, z czego 4 pierwsze budynki sięgają 4 piętra. W pierwotnym projekcie zaplanowano po ok. 200 mieszkań w wysokich budynkach i po 29 mieszkań w niskich. Mieszkania mają powierzchnię od 26 do 122 m². Budynki te wybudowano w kierunku południowym celem zapewnienia odpowiedniej ilości światła słonecznego. Do każdego z nich zaplanowano taras bądź balkon. W III etapie dwa niższe budynki mają po 5 pięter i posiadają łącznie 100 mieszkań. Za trzy pierwsze etapy odpowiada węgierska firma TriGranit. Dwa pierwsze etapy zrealizowała firma Bipromet – kontrakt na prace budowlane opiewał na kwotę 100 mln złotych. Za projekt odpowiada katowicka pracownia architektoniczna Stabil, zaś koncepcję osiedla opracowali architekci z firmy Bose International Planing & Architecture.
Ostatni etap osiedla został zrealizowany przez firmę Murapol pod nazwą Murapol Dębowe Tarasy. Obejmuje on trzy budynki (z czego najwyższy ma 13 pięter), w których zaprojektowano łącznie 406 mieszkań o powierzchni od 26 do 60 m². 
Teren osiedla jest zajęty pod drogi wewnątrzosiedlowe, tereny zielone oraz place zabaw. W budynkach zastosowano takie rozwiązania jak m.in.: indywidualne wymienniki ciepła w mieszkaniach, ceramiczne wykończenia powierzchni wspólnych i szybkie windy. Na osiedlu znajdują się parkingi podziemne, do których w pierwszych dwóch etapach przypisano po 211 miejsc na wysoki budynek i po 29 na niski, a także 200 miejsc dla gości osiedla. Na osiedlu obecny jest system monitoringu i ochrony, a wejście na teren osiedla odbywa się za pomocą elektronicznych kart. 